# Medasina livida
Medasina livida là một loài bướm đêm trong họ Geometridae.